# Javi Gracia
Javier „Javi“ Gracia Carlos (* 1. Mai 1970 in Pamplona) ist ein spanischer Fußballtrainer und ehemaliger -spieler. Der defensive Mittelfeldspieler bestritt in 15 Jahren über 400 Spiele in der ersten und zweiten spanischen Liga.

## Karriere

### Spielerkarriere
Javi Gracia begann mit sieben Jahren in der Jugend des CA Osasuna und gelangte über UDC Txantrea in die Amateurabteilung von Athletic Bilbao.
Dort stand er bereits mit 19 im Kader der ersten Mannschaft und absolvierte 100 Ligaspiele. Bis zu seinem Karriereende im Jahr 2004 spielte er noch über 300-mal in den beiden höchsten spanischen Ligen und erzielte 44 Treffer.

### Trainerkarriere
Nach seiner aktiven Laufbahn begann er als Jugendtrainer bei seinem alten Verein FC Villarreal.
Auf seine ersten Station bei einem Profiklub, dem FC Pontevedra, welchen er in die erste Liga führte, folgten weitere Stationen in Spanien, Griechenland und schließlich in Russland.
Am 21. Januar 2018 unterschrieb er einen Vertrag über 18 Monate beim englischen Erstligisten FC Watford. Dieser wurde im November 2018 bis zum Jahr 2023 mit einer Option auf eine weitere Verlängerung bis 2026 erneuert. Gracia führte den Klub in der Saison 2018/19 auf den elften Tabellenplatz und in das FA-Cup-Finale (0:6 gegen Manchester City). Am 7. September 2019 wurde er bei Watford entlassen, nachdem nur ein Punktgewinn aus den ersten vier Ligapartien der Saison 2019/20 gelungen war. Sein Nachfolger Quique Sánchez Flores wurde eine halbe Stunde nach seiner Entlassung vorgestellt.
Im Juli 2020 wurde Gracia Cheftrainer des FC Valencia. Anfang Mai 2021 trennte sich der Verein nach nur zehn Monaten wieder von Gracia.
Im Februar 2023 kehrte er in die Premier League zurück. Bei Leeds United, zum Zeitpunkt der Verpflichtung Tabellenvorletzter, unterschrieb er einen „flexiblen Vertrag.“ Gracia betreute Leeds in zwölf Partien. Nach fünf sieglosen Spielen, darunter vier Niederlagen, wurde er Anfang Mai vier Spieltage vor Saisonende wieder entlassen und durch Sam Allardyce ersetzt.

## Erfolge

### Als Spieler
- Meister der Segunda División 1992/93 mit UE Lleida

### Als Trainer
- Meister der Segunda División B 2006/07 mit dem FC Pontevedra
- Meister der Segunda División B 2008/09 mit dem FC Cádiz